# Mexotis latifolia
Mexotis latifolia är en måreväxtart som först beskrevs av Martin Martens och Henri Guillaume Galeotti, och fick sitt nu gällande namn av Edward Everett Terrell och Harold Ernest Robinson. Mexotis latifolia ingår i släktet Mexotis och familjen måreväxter. Inga underarter finns listade i Catalogue of Life.